# Liste der Monuments historiques in Haudrecy
Die Liste der Monuments historiques in Haudrecy führt die Monuments historiques in der französischen Gemeinde Haudrecy auf.

## Liste der Objekte
| Bezeichnung        | Beschreibung                      | Standort                        | Kennzeichnung | Schutzstatus | Datum | Bild |
| ------------------ | --------------------------------- | ------------------------------- | ------------- | ------------ | ----- | ---- |
| Taufbecken         | Marmor, bezeichnet 1567           | in der Kirche St-Arnould (Lage) | PM08000265    | Classé       | 1963  |      |
| Gemälde Kreuzigung | Ölfarbe auf Holz, 17. Jahrhundert | in der Kirche St-Arnould (Lage) | PM08000266    | Classé       | 1972  |      |